# Die großen Science-Fiction-Comics
Die großen Science-Fiction-Comics ist eine von November 1980 bis 1985 erschienene Albenreihe mit amerikanischen und frankobelgischen Comics.
Für den Zeitschriftenhandel gab Ehapa insgesamt 15 Ausgaben mit den Serien Star-Lord, Gigantik, Dragstor, Sanstor und Jeremiah heraus.

## Alben
| Nr. | Titel                          | Originalband | Bemerkung |
| --- | ------------------------------ | ------------ | --- |
| 1   | Herr der Sterne                | Star-Lord    | Original-Verlag: Marvel Comics, Text: Chris Claremont, Zeichnungen: John Byrne, Cover-Illustration: Ken Barr                                                  |
| 2   | Die Welt hinter Glas           | Star-Lord    | Original-Verlag: Marvel Comics, Text: Doug Moench u. a., Zeichnungen: Tom Palmer u. a., Cover-Illustration: Earl Norem                                        |
| 3   | Der schlafende Planet          | Gigantik 4   | Fortsetzung aus ZACK bzw. Band 1 auch als eigene Albenserie bei Koralle, dort jeweils unter dem Serientitel Sigma-Gigantic                                    |
| 4   | Die Welt der Edelmenschen      | Star-Lord    | Original-Verlag: Marvel Comics, Text: Doug Moench, Zeichnungen: Tom Sutton                                                                                    |
| 5   | Die Sonnenbombe                | Dragstor     | Text: Hansjürgen Meyer, Zeichnungen: Julio Bosch |
| 6   | Herr der Schwerkraft           | Gigantik 5   | |
| 7   | Das Geheimnis der Tiermenschen | Star-Lord    | Original-Verlag: Marvel Comics, Text: Chris Claremont u. a., Zeichnungen: Bob Wiacek u. a.                                                                    |
| 8   | Der Retter des Lichts          | Gigantik 6   | |
| 9   | Flügel für den Eiffelturm      | Sanstor      | Text: Hansjürgen Meyer, Zeichnungen: Julio Bosch |
| 10  | Die eiserne Grenze             | Jeremiah 4   | Original-Verlag: Novedi, Text und Zeichnungen: Hermann. Fortsetzung aus ZACK bzw. ZACK Box und Comic Spiegel, dort jeweils unter dem Serientitel David Walker |
| 11  | Das lebende Schiff             | Star-Lord    | Original-Verlag: Marvel Comics, Text: Christopher Claremont u. a., Zeichnungen: Bob Wiacek u. a.                                                              |
| 12  | Gefangen für die Ewigkeit      | Jeremiah 5   | Original-Verlag: Novedi, Text und Zeichnungen: Hermann |
| 13  | Sekte der Gesichtslosen        | Jeremiah 6   | Original-Verlag: Novedi, Text und Zeichnungen: Hermann |
| 14  | Mr. Smith – Beruf Gott         | Gigantik 7   | |
| 15  | Afromerica                     | Jeremiah 7   | Fortführung in der Reihe Comics Unlimited |